# Orzechowo (gmina Dobre Miasto)
Orzechowo (dawniej niem. Nossberg) – wieś w Polsce położona w województwie warmińsko-mazurskim, w powiecie olsztyńskim, w gminie Dobre Miasto.
W latach 1975–1998 miejscowość należała administracyjnie do województwa olsztyńskiego. Wieś znajduje się w historycznym regionie Warmia.

## Charakterystyka
Wieś sołecka o kolonijnym charakterze zabudowy, zlokalizowana w północnej części Pojezierza Olsztyńskiego, w centrum historycznej Warmii. Wieś położona pośród łąk, pól uprawnych, pastwisk i lasów, na południowych zboczach pagórków, ciągnących się ze wschodu na zachód (przyjęła od tego położenia nazwę Podgórze, o czym piszą w kronikach z 1946). W 1948 przyjęto nazwę wsi Orzechowo.
Orzechowo obecnie zamieszkuje ponad 700 mieszkańców, pośród których większość znajduje zatrudnienie w Dobrym Mieście czy Olsztynie, osób utrzymujących się z rolnictwa jest już niewiele. We wsi znajdują się dwa sklepy i kilka punktów usługowych (w tym sprzedaży gazu). W szkole podstawowej na przełomie XX i XXI wieku uczyło się 46 dzieci. Przez wieś przebiega trasa turystyczna Czerniki-Międzylesie.

## Historia
Wieś wzmiankowana w dokumentach już w 1346. Biskup warmiński Jan Stryprock wydał dokument lokacyjny wsi Nossberg w komornictwie dobromiejskim w dniu 3 października 1362, wyznaczając 90 łanów na prawie chełmińskim. Dwa stulecia później, w dniu 6 lutego 1528 mieszkańcy Orzechowa zostali uwolnieni od szarwarku, jaki musieli wykonać na folwarku biskupim w Smolajnach. W 1800 wieś Podgórze (obecne Orzechowo), jak również Zalesie i Jesionowo nawiedził pożar, niszczący doszczętnie miejscowości.
Po 1945 wieś została zasiedlona przez ludność polską i ukraińską z Wileńszczyzny i Rzeszowszczyzny, a także z dawnego województwa warszawskiego i lubelskiego, głównie rolników. Szczególnie widoczny był antagonizm między repatriantami zza Buga i z centralnych województw. Sytuacja materialna była zła, brakowało żywności, obuwia, ubrań. W 1947 do Niemiec wyjechały rodziny autochtonów przyznający się do pochodzenia niemieckiego. Wieś zelektryfikowano w 1957.
Kościół powstał prawdopodobnie w XV w. W XV i XVI w. został spustoszony. W 1565 opiekę nad kościołem sprawował proboszcz Radostowa. Kościół został powtórnie konsekrowany w dniu 24 września 1580 przez biskupa warmińskiego Marcina Kromera ku czci Niepokalanego Poczęcia Najświętszej Marii Panny. Obecny, barokowym kościół, został zbudowany w 1716 przez biskupa warmińskiego Teodora Andrzeja Potockiego.

## Zabytki
We wsi znajdują się dwa cmentarze oraz cztery kapliczki:
- cmentarz pochodzący z poł. XIX w. (nieczynny),
- cmentarz znajdujący się przy drodze do Jesionowa (czynny z poł. XX w.),
- dwie kapliczki znajdujące się we wsi - eklektyczna z XX w oraz neogotycka z przełomu XIX/XX,
- dwie przydrożne kapliczki poza wsią, neogotyckie.

Do budynków zabytkowych zaliczyć można także:
- budynek szkoły, pochodzący z XIX w.
- neoklasycystyczny dawny zajazd (dom nr 13) z poł. XIX w.
- barokowy kościół z XVIII w. Od wschodu znajduje się prezbiterium, a przy nim zakrystia, od zachodu wieża przebudowana w 1846. Barokowy ołtarz główny pochodzi z ok. 1720 i zawiera rzeźby św. Piotra i Pawła. Do 1945 znajdował się tu kielich z 1379 - jedyny taki zabytek na Warmii.
- neoklasycystyczny dom, pełniący funkcję plebanii.